# Polyamia interruptus
Polyamia interruptus är en insektsart som beskrevs av Delong 1916. Polyamia interruptus ingår i släktet Polyamia och familjen dvärgstritar. Inga underarter finns listade i Catalogue of Life.